# Ton Fan Group
Le Ton Fan Group (東方畫會), aussi connu sous le nom de Société de Peinture de l'Orient, Eastern Painting Society, Eastern Art Group, Orient Movement ou encore Dongfang Huahui, est un mouvement artistique avant-gardiste Taïwanais fondé par Ho-Kan en 1956 à Taipei. La création de ce groupe a joué un rôle majeur dans le développement de l'art Taiwanais et dans l'histoire de l'art de la Chine du XXe siècle.

## Contexte de création
En 1949, Mao Zedong sort vainqueur de la guerre civile chinoise. La République populaire de Chine est déclarée le 1er octobre 1949 à Pékin. 
Le gouvernement de Tchang Kaï-Chek s’installe à Taïwan, ancienne colonie japonaise, reprise par la Chine après 1945. À la suite des incertitudes liées aux années de souffrances et de guerres, de nombreux Chinois quittent le continent pour émigrer à Taïwan ou à Hong-Kong en quête d’un nouvel espoir de paix. Alors que le régime politique de Tchang Kaï-Chek, très conservateur, s’attache à la tradition, la jeunesse va quant à elle vouloir s’ouvrir vers la nouveauté, à savoir l’Occident.

## Création du Ton Fan Group
Dans ce contexte propice à la rupture, de nouvelles écoles d’arts se créent et des professeurs partageant la même histoire y enseignent.
D’un côté Chu Teh-Chun professe l’art à l’Université Normale Nationale de Taïwan (de 1951 à 1955) et de l’autre Lee Chun-Shan (1911-1984) reçoit des élèves dans son atelier de la rue d’Antung (ou Andong) à Taipei (de 1950 à 1955).
Bien que très différents, tous deux ont en commun une connaissance et un intérêt très prononcé pour l’art occidental. Ils préconisent à leurs élèves de rompre avec la tradition chinoise ancestrale et de rechercher un style qui leur est propre. 
De ces deux enseignements naîtront, en 1956, les plus importants mouvements avant-gardistes Taïwanais : le « Ton Fan Group »  emmené par Lee Chun-Shan (Li Zhongsheng) et le « Fifth Moon Group » dont de nombreux artistes ont suivi l’enseignement de Chu Teh-Chun.

## Pionniers de l’abstraction chinoise
Surnommés le « groupe des bandits » (The Eight Bandits) ou « huit hors la loi »  (The « Eight great outlaws ») en raison de leur opposition face à un gouvernement réfractaire à toutes formes d’avant gardes, les artistes du Ton Fan Group s’inspirent de l’art occidental contemporain, ce qui n’était pas le cas des générations d’avant guerre, qui puisaient pour l’essentiel leurs inspirations dans la peinture du XIXe siècle européen.
Dans cette abstraction occidentale d’après guerre qui s’inspire pleinement de la nature, qui recherche la spontanéité de la gestuelle, l’équilibre des pleins et des vides, toute la pensée et l’histoire de la peinture orientale est écrite. Les artistes l’assimileront rapidement et surtout l’interpréteront pour exprimer librement leur propre identité.
Alors que la première exposition du Ton Fan group est mal accueillie par la communauté locale, le Ton Fan Group assoit sa légitimité lors de sa deuxième exposition (1957) en choisissant notamment d'y inclure des œuvres d'artistes européens: Juan José Tharrats, Will Faber et Bouardo Alcoy. Il est ainsi démontré que les peintres taïwanais sont impliqués dans l'évolution de l'art moderne européen d'après-guerre.
Extrait du Manifeste - intitulé "Notre Déclaration"- du Ton Fan Group ou Société de Peinture de l'Orient : 
"La conception de la peinture traditionnelle de notre pays est fondamentalement semblable à celle du monde moderne, même s'il existe de légères différences au niveau des formes d'expression. Si nous pouvions généraliser le développement de la peinture moderne dans notre pays, alors les trésors artistiques infinis de la Chine devraient occuper une nouvelle position dans les courants mondiaux d'aujourd'hui et marcher vers une grande route éternellement changeante".
Par cette déclaration, les artistes du Ton Fan Group entendent démontrer que les concepts de l'art traditionnel chinois et ceux de l'art moderne ne doivent pas être mis en opposition. Leurs nouvelles conceptions puisent dans l'histoire de l'art traditionnel chinois pour nourrir leur innovation.
Partit en 1956 en Espagne, Hsiao Chin facilite les échanges entre les artistes européens et taïwanais et met tout en œuvre pour promouvoir l'avant-garde taïwanaise tout en relayant le modernisme européen vers Taïwan.
En 1959, la célèbre galerie New Yorkaise Mi-Chou présente, pour la première fois aux États-Unis, une exposition des artistes du Ton Fan Group. Celle-ci reçoit de très bonnes critiques dont celle du New York Times. Une seconde exposition à la Mi-Chou gallery va avoir lieu l'année suivante. Le rédacteur en chef du Times, Mr Norton, y achète personnellement une œuvre d'un des artistes du Ton Fan Group. 
Au cours des années 1960, le Ton Fan Group - au même titre que le Fifth Moon Group et la Modern Prints Society- est très actif et propose de nombreuses expositions. Cette période est qualifiée par le terme de Painting Club Period. À partir de la fin des années 1960 et encore plus dans les années 1970, de nombreux artistes du Ton Fan Group, à l'image de Hsiao Chin , émigrent vers l’Europe ou les États-Unis - en quête d'opportunités d'expositions personnelles - marquant ainsi la fin d’une période d’activité importante pour le groupe. En effet, les États-Unis, qui ont pris Taïwan sous leur protectorat après la guerre, permettent aux artistes, par le biais de bourses, de venir étudier en Occident. Ainsi, Hsiao Chin se rend en Espagne, Ho Kan et Li Yuan-chia se rendent en Italie et Hsiao Ming-Hsien et Hsia Yan s'installent à Paris.

## Principaux représentants du Ton Fan Group
- Ho-Kan (Huo Gang ou Huo Xuegang) 霍剛 (1932), fondateur
- Hsiao Chin ( Xiao Qin) (1935)
- Chen Tao Ming (Chen Daoming) 陳道明
- Hsia Yan (Xia Zuxiang ou Xia Yang) 夏陽 (1932)
- Hsiao Ming-Hsien (Xiao Mingxian ou Xiao Long) 蕭明賢 (1936)
- Li Yuan-chia (Li Yuanjia) 李元佳 (1929-1994)
- Ouyang Wen-Yuan 歐陽文苑
- Wu Hao 吳昊 (1931)

## Expositions du Ton Fan Group
- 1955 Taipei
- 1957 Biennale de São Paulo / Taipei
- 1958 Barcelone / Madrid / Séville / Taipei
- 1959 Bilbao / Florence / Macerata / Milan / Taipei
- 1959 Mi Chou Gallery, New York (January 5-30, 1959)
- 1960 Mi Chou Gallery, New York
- 1960 Legnano / Messine / New York / Stuttgart / Taipei / Turin / Venise
- 1961-1967 Taipei
- 1981 Taipei (célébration des 25 ans du Ton Fan Group et du Fifth Moon Group)
- 1991 Taipei (célébration des 35 ans du Ton Fan Group et du Fifth Moon Group)
- 1997 Taipei (célébration des 40 ans du Ton Fan Group et du Fifth Moon Group)

## Collections publiques majeures des artistes du Ton Fan Group
- Musée d'art national de Chine, Pékin, Chine
- Musée d’art moderne (MOMA), New York, États-Unis
- The Metropolitan Museum of Art & The New York Public Library, New York, États-Unis
- Musée d’art moderne et contemporain de Barcelone, Espagne
- Musée national d’Histoire, Taipei, Taïwan
- Musée national de Taiwan, Taichung, Taïwan

## Catalogues
- Lü Peng. Histoire de l'art chinois au XXe siècle. Somogy, éditions d'art. Paris. 2013, p. 438-469.  (ISBN 978-2-7572-0702-4)
- Michael Sullivan. Art and Artists of Twentieth-Century China. University of California Press. 1996, p. 1984-85.   (ISBN 978-0-520-07556-6). Retrieved 3 July 2012.
- Julia F.Andrews and Kuiyi Shen. The Art of Modern China. University of California Press, 2012. p. 248-49.
- Michael Sullivan. Moderne chinese artists, a biographical dictionary. University of California Press. 2006.  (ISBN 978-0-520-24449-8)
- Asian traditions/ modern expressions : Asian American Artists and Abstractions, 1945-1970. Edited by Jeffrey Weschler.Harry N. Abrams, Inc., Publishers, in association with the Jane Voorhees Zimmerli Art Museum, Rutgers, The State University of New Jersey. 1997.  Reminiscences of Mi Chou : The First Chinese Gallery in America by Franck Fulai Cho p. 210.  (ISBN 0-8109-1976-1)
- Formless Form : Taiwanese Abstract Art. Taipei Fine Arts Museum. 2012.  (ISBN 978-986-03-5352-5)
- The Search for the Avant-Garde 1946-69. TFAM Collection Catalogue. Volume II. Taipei Fine Arts Museum. 2011. reprint 2012. p. 11.  (ISBN 978-986-03-0997-3)
- The Modernist Wave. Taiwan Art in the 1950s and 1960s. National taiwan Museum of Fine Arts. 2011. p. 137, 139, 147, 148,  (ISBN 978-986-02-8859-9)